# Bánh bột chiên

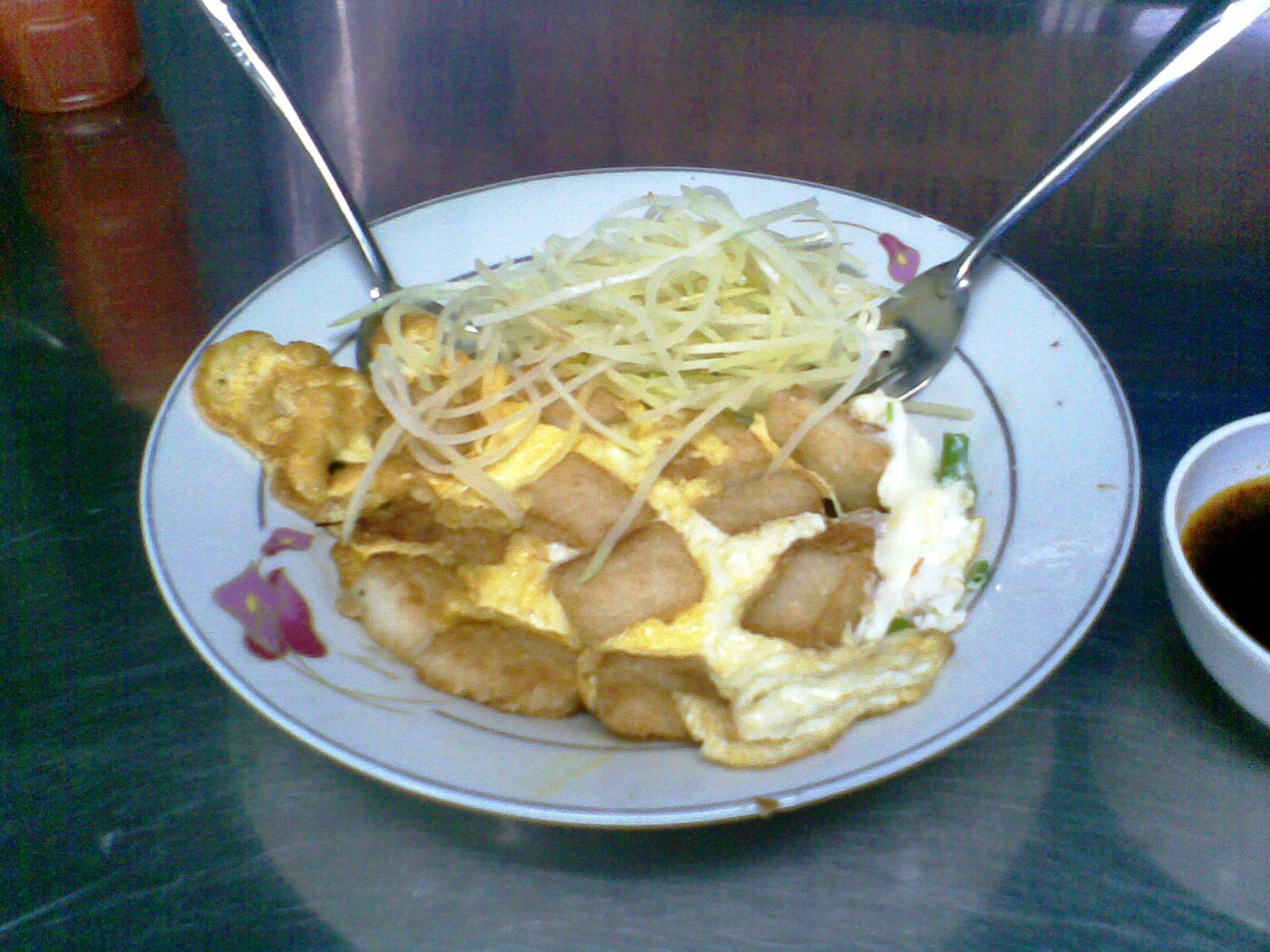
Một đĩa bánh bột chiên mặn

Bột chiên là món ăn đơn giản có nguồn gốc từ Trung Quốc, được du nhập vào Việt Nam và là món ăn sáng, ăn chiều hoặc ăn khuya quen thuộc ở khu vực Sài Gòn cũng như một số nơi khác. Món bột chiên tại Việt Nam chủ yếu do người Việt gốc Hoa chế biến và thưởng thức nên không khác biệt nhiều so với nguyên gốc.
Cần phân biệt bột chiên với bánh bột chiên hay còn gọi là bánh nhúng.

## Chế biến và trình bày

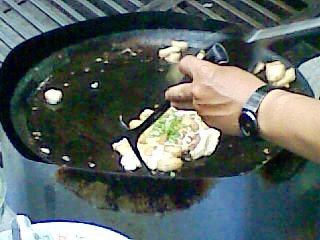
Một phần bột chiên đang được chế biến.

Để làm món bột chiên người ta khuấy đều bột gạo, bột năng với nước ấm với tỉ lệ bột, nước tùy thuộc kinh nghiệm của người nấu. Thêm vào 1 muỗng súp dầu ăn, và nên nếm vừa ăn.
Đặt nồi bột lên bếp, khuấy đều tay trên lửa nhỏ cho đến khi bột trong và đặc lại.
Đổ bột vào khuôn hình vuông, hấp 30 phút, để nguội (theo kinh nghiệm của một số người bỏ bột đã hấp vào ngăn mát tủ lạnh, hôm sau mới lấy ra chiên sẽ ngon hơn).
Cắt bột thành miếng vuông vừa ăn (thông thường dày khoảng 0.5 cm). Rưới nước tương lên bột, trộn đều.
Để chiên bột, người ta sử dụng chảo gang to cỡ cái nia và đặt trên bếp với lửa rất lớn (gọi nôm na là "bếp khè") để bột đạt đủ độ giòn và vẫn mềm bên trong, chất lượng bột sau khi chiên sẽ không đảm bảo khi dùng chảo thường và bếp gas gia đình. Khi chảo thật nóng, cho vào lượng mỡ nước vừa đủ cho bột không dính chảo, không nhiều, cho 10 - 12 miếng bột vào chiên vàng mặt, sau đó đập vào 1 quả trứng gà, tán đều ra, rắc thêm một ít hành lá, rồi lật úp lại cho vàng mặt kia (các tiệm người Hoa thường rắc thêm cải xá pấu (củ cải muối) vào, đây cũng là sự khác biệt so với bột chiên Việt Nam.

### Trình bày
Một mảng bột chiên lớn sau khi chiên thường dùng kèm với đu đủ hoặc cà rốt ngâm chua và tương ớt hoặc sa tế và một loại nước tương pha thật nhạt, công thức nước chấm tùy theo kinh nghiệm người bán, công thức sau chỉ là ví dụ:
Pha nước chấm: Hòa tan 200 ml nước tương với 120 g đường, 100 ml nước sôi, 50 ml giấm đen và 1 muỗng cà phê hạt nêm. Đặt lên bếp, khuấy cho gia vị tan đều. Nước chấm bột chiên có vị đậm đà, chua ngọt vừa miệng là được.

## Phân bố
Tại Sài Gòn, ngoài những chiếc xe đẩy nhỏ bán rải rác lưu động trên phố cũng có những khu vực chuyên doanh món ăn này, nhiều nơi có thâm niên và nổi tiếng, ví dụ:
- Xe bột chiên đường Số 3 – Khu dân cư Nam Hùng Vương.
- Xe bột chiên ngã ba Phùng Khắc Khoan – Điện Biên Phủ.
- Khu bột chiên Hải Thượng Lãn Ông, quận 5 có 5, 6 xe bán theo khẩu vị người Hoa.
- Khu đường Ba Tháng Hai, Hàn Hải Nguyên, quận 11, có trên chục xe.
- Khu bột chiên Võ Văn Tần, quận 3, trước đây khu này có gần 20 điểm bán bột chiên, nhưng hiện nay chỉ còn 5, 6 hàng, cùng khu vực, trong con hẻm 306 Nguyễn Thị Minh Khai đến Võ Văn Tần có 2 cửa hàng bán bột chiên khá lớn.[3]

## Nhận xét
Như những món ăn khác, bột chiên đòi hỏi tay nghề và sự chăm chút. Bột được sản xuất sẵn tại các lò chợ Xóm Củi, quận 8; đường Xóm Đất, quận 11; khu Đầm Sen, quận 11... và phân phối tại các chợ.
Bột làm bột chiên phải được làm bằng gạo mới, nếu làm bằng gạo cũ thì chiên lên miếng bột bị đen, sau khi chế biến thành bánh thì mặt bột phải mịn, đủ độ dẻo, để đạt được điều này có thể pha thêm bột năng hoặc bột nếp, tuy nhiên nếu pha nhiều sau khi chiên bột sẽ bị cứng.
Chảo chiên phải làm bằng gang dày rộng mặt, ở giữa mo cao để không đọng mỡ, lửa phải đủ lớn để bột màu vàng, khi chiên bột chỉ cần ba, bốn mươi giây trên chảo thật nóng. Nếu không hội đủ các điều kiện trên thì bột sẽ dai và ngậm mỡ.